# Saint-Séverin
Saint-Séverin é uma comuna francesa na região administrativa da Nova Aquitânia, no departamento de Charente. Estende-se por uma área de 14,93 km². Em 2010 a comuna tinha 1 045 habitantes (densidade: 70 hab./km²).